# Round Lake Beach
Round Lake Beach ist eine Gemeinde (mit dem Status „Village“) im Lake County im Nordosten des US-amerikanischen Bundesstaates Illinois. Das U.S. Census Bureau hat bei der Volkszählung 2020 eine Einwohnerzahl von 27.252 ermittelt.
Round Lake Beach ist Bestandteil der Metropolregion Chicago.

## Geografie
Round Lake Beach liegt am Nordufer des Round Lake im nordwestlichen Vorortbereich von Chicago. Der Ort liegt auf 42°22′38″ nördlicher Breite und 88°05′03″ westlicher Länge und erstreckt sich über 13,52 km². Round Lake Beach liegt größtenteils in der Avon Township, erstreckt sich aber auch in die Lake Villa Township.
Benachbarte Orte von Round Lake Beach sind Venetian Village (an der nördlichen Ortsgrenze), Third Lake (9,8 km östlich), Grayslake (6,9 km südöstlich), Hainesville (4,5 km südsüdöstlich), Round Lake (an der südlichen Ortsgrenze), Long Lake (an der westlichen Ortsgrenze) sowie Round Lake Heights (an der nordwestlichen Ortsgrenze).
Das Stadtzentrum von Chicago befindet sich 84,8 km südöstlich, nach Rockford sind es 95,5 km in westlicher Richtung, Wisconsins Hauptstadt Madison liegt 160 km nordwestlich und nach Milwaukee sind es 90,1 km in nördlicher Richtung.

## Verkehr
Durch den Osten von Round Lake Beach verläuft die Illinois State Route 83, die südwestliche Ortsgrenze wird durch die Illinois State Route 134 gebildet. Alle weiteren Straßen sind untergeordnete Fahrwege sowie innerörtliche Verbindungsstraßen.
Mit dem North Central Service und der Milwaukee District/North Line führen zwei Linien der METRA, einem mit einer deutschen S-Bahn vergleichbaren Nahverkehrssystem des Großraums Chicago, durch Round Lake Beach.
Der O’Hare International Airport von Chicago befindet sich 65,1 km südlich von Round Lake Beach.

## Demografische Daten
Nach der Volkszählung im Jahr 2010 lebten in Round Lake Beach 28.175 Menschen in 8055 Haushalten. Die Bevölkerungsdichte betrug 2083,9 Einwohner pro Quadratkilometer. In den 8055 Haushalten lebten statistisch je 3,48 Personen.
Ethnisch betrachtet setzte sich die Bevölkerung zusammen aus 68,7 Prozent Weißen, 4,3 Prozent Afroamerikanern, 1,3 Prozent amerikanischen Ureinwohnern, 3,0 Prozent Asiaten sowie 19,3 Prozent aus anderen ethnischen Gruppen; 3,4 Prozent stammten von zwei oder mehr Ethnien ab. Unabhängig von der ethnischen Zugehörigkeit waren 48,0 Prozent der Bevölkerung spanischer oder lateinamerikanischer Abstammung.
22,9 Prozent der Bevölkerung waren unter 18 Jahre alt, 71,6 Prozent waren zwischen 18 und 64 und 5,5 Prozent waren 65 Jahre oder älter. 49,6 Prozent der Bevölkerung war weiblich.
Das mittlere jährliche Einkommen eines Haushalts lag bei 60.456 USD. Das Pro-Kopf-Einkommen betrug 19.579 USD. 17,8 Prozent der Einwohner lebten unterhalb der Armutsgrenze.